# Bohuňov (Svitavyi járás)
Bohuňov település Csehországban, a Svitavyi járásban. Bohuňov Vítějeves, Svojanov, Horní Poříčí és Kněževes településekkel határos. Lakosainak száma 123 fő (2024. január 1.).

## Népesség
A település lakosságának változását az alábbi diagram mutatja:
| Lakosok száma | 375  | 345  | 370  | 305  | 255  | 181  | 159  | 150  | 128  | 123  |
|               | 1869 | 1890 | 1921 | 1950 | 1980 | 2001 | 2017 | 2019 | 2022 | 2024 |